# Czarny Spichrz we Włocławku
Czarny Spichrz – zabytkowy, drewniany spichlerz zbożowy we Włocławku.

## Opis

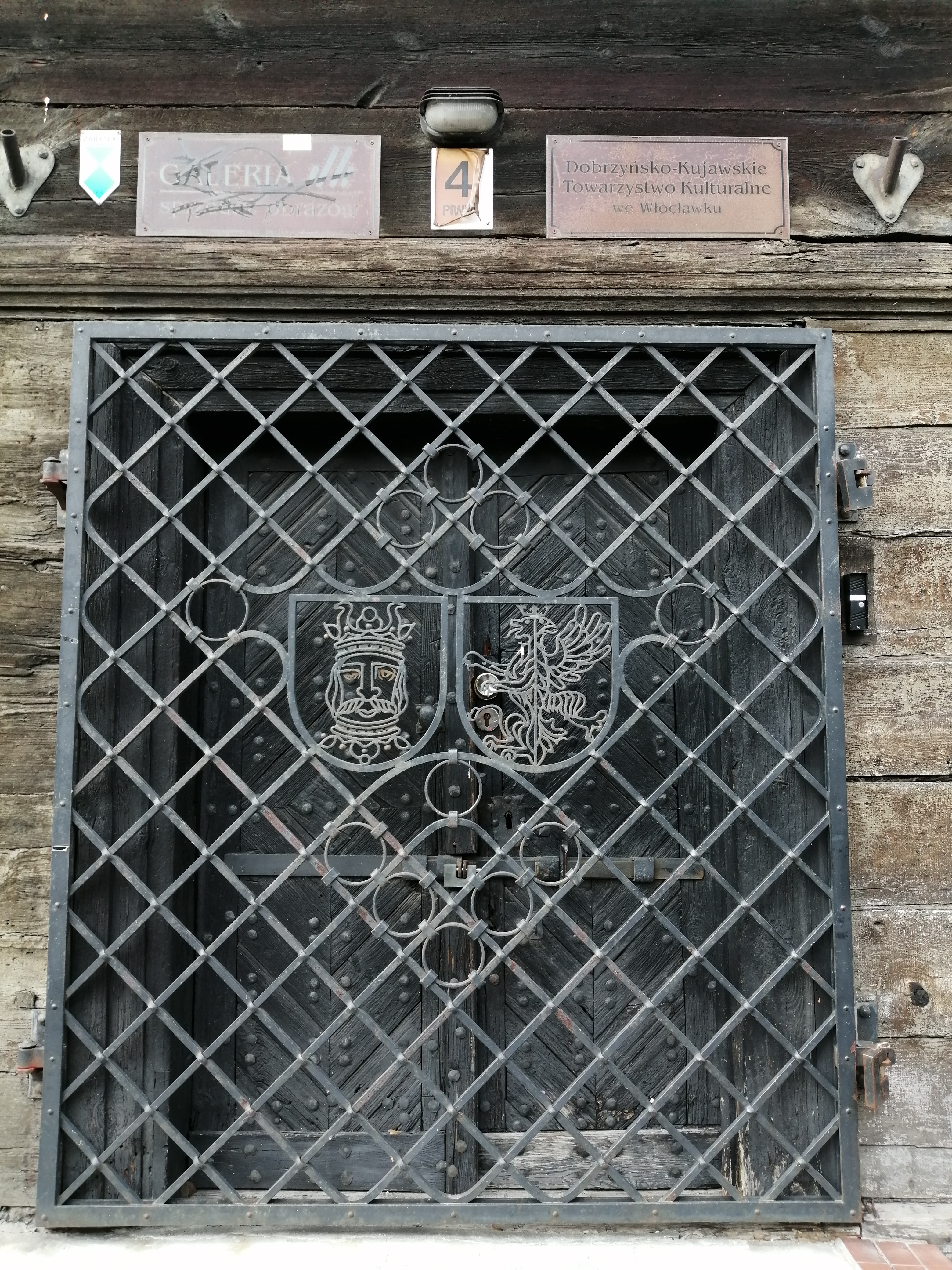
Dawny magazyn cykorii Fabryki Cykorii F. Bohma, tzw. Czarny Spichrz, Włocławek

Czarny Spichlerz mieści się we Włocławku przy ulicy Piwnej 4, na rogu ulicy Wyszyńskiego, w pobliżu Parku im. Henryka Sienkiewicza i Katedry. Jest to drewniany, dwukondygnacyjny spichlerz o konstrukcji zrębowej ze szczytem konstrukcji szkieletowej, zwanym szachulcem. Swoją nazwę zawdzięcza kolorowi, na który pomalowano drewno.

## Historia
Spichlerz został zbudowany na przełomie XVIII i XIX w celu magazynowania w nim zboża. W 1814 roku był już własnością mającej dopiero powstać (w 1816 roku) Fabryki Cykorii Ferdynanda Bohma. Po wojnie wchodził w skład Kujawskich Zakładów Koncentratów Spożywczych, obecnie Delecty. W charakterze magazynu był używany do 1980 roku, kiedy to dokonano jego generalnego remontu i adaptacji na cele kulturowe. Obecnie budynek jest własnością miasta, a jego administratorem Teatr Impresaryjny. Mieści się w nim powołane w 1976 r. Dobrzyńsko-Kujawskie Towarzystwo Kulturalne. Na parterze budynku działała kawiarnia Klubu Środowisk Twórczych "Piwnica".